# دارين ديفيز
دارين ديفيز (بالإنجليزية: Darren Davies)‏ (13 أغسطس 1978 المملكة المتحدة - ) هو لاعب كرة قدم بريطاني يلعب كمدافع.